# Sandžak
Sandžak (bosniska och serbiska, latinskt alfabet: Sandžak, serbiskt kyrilliskt alfabet:Санџак, albanska: Sanxhak/u, turkiska: Sancak) är en geografisk och historisk region som delas i huvudsakligen mellan nuvarande Serbien och Montenegro. Regionens yta är idag 8 686 km² och hade en folkmängd år 2011 på 390 737 varav 48,42% var bosniaker, 33,86% var serber, 7,23% montenegriner, 6,12% etniska muslimer och 3,33% övriga som framför allt innefattar albaner och romer. Den traditionella huvudstaden är Novi Pazar som ligger i Serbien.

## Historia

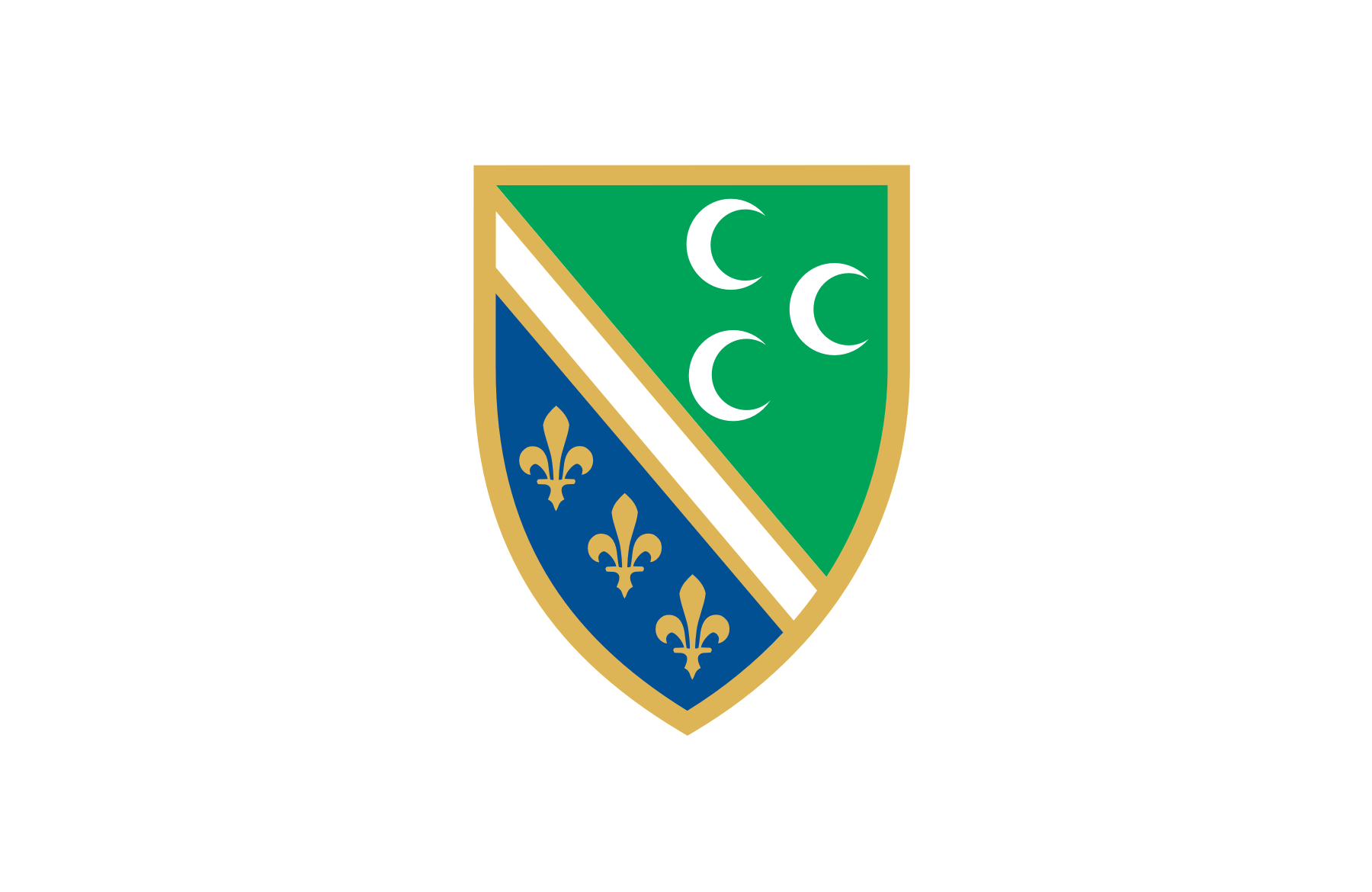
Bosniakerna flagga i Sandzak

Bosniakerna vapen från Sandzak

Albanernas vapen från Sandzak

Sandžak ingick under medeltiden i det serbiska riket Raška och var kärnområdet tillsammans med Kosovo i Serbien under den tid landet upplevde en storhetsperiod. Ett stort antal kyrkor och kloster uppfördes då i regionen. Efter att det serbiska tsardömet föll sönder 1371 hamnade delar av området under olika serbiska furstar och det bosniska kungadömet.
I början av 1400-talet erövrades området av Osmanska riket. Sandžak förblev en del av den Osmanska provinsen Bosnien fram till 1878 då Bosnien-Hercegovina och Sandžak ockuperades av Österrike-Ungern. Namnet Sandžak var ursprungligen en beteckning för en administrativ indelning i Osmanska riket (se vidare sancak) som infördes 1878 och området kallades då Novi Pazar-sanjaket men namnet kom att överföras på regionen. Ordet kan härledes till turkiska ordet sancak med betydelsen "fana". Serber kallar dock oftast området för Raška.
Sandžak förblev osmanskt fram till första balkankriget 1912, då det delades huvudsakligen mellan dåvarande Serbien och Montenegro. En liten del tillföll  Bosnien-Hercegovina. Vid detta tillfälle flyttade många muslimer från Sandžakregionen och emigrerade till Turkiet samtidigt som den osmanska armén och ämbetsmännen lämnade Sandžak. Och idag bor det ca 4 miljoner bosniaker från Sandzak i Turkiet.
I det forna Jugoslavien hölls regionen passiv [källa behövs] under lång tid, men demokratiseringen i Serbien och Montenegro har lett till betydande ekonomisk tillväxt[källa behövs], särskilt kring Novi Pazar i Serbien.

## Bilder

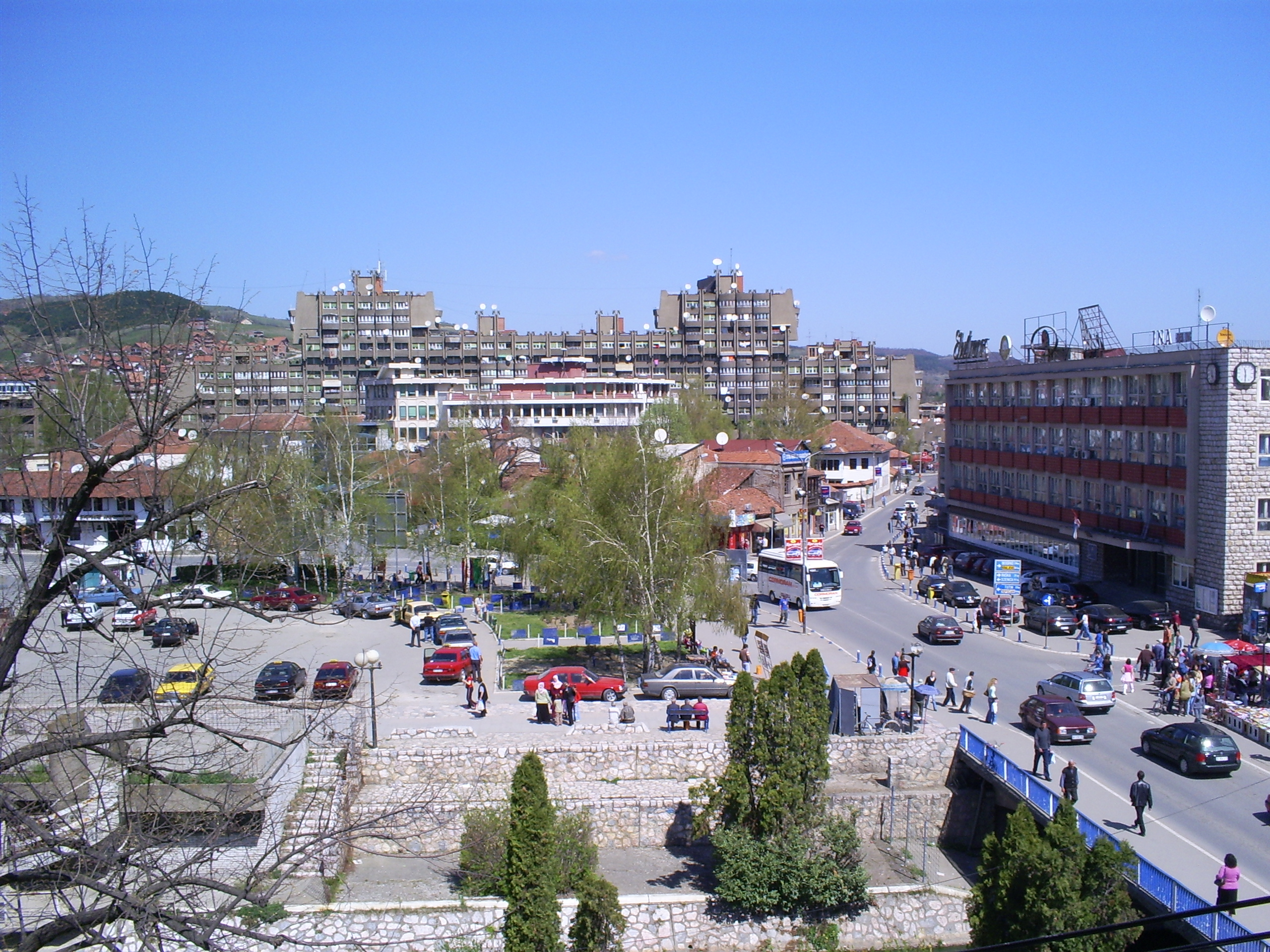
Novi Pazar.
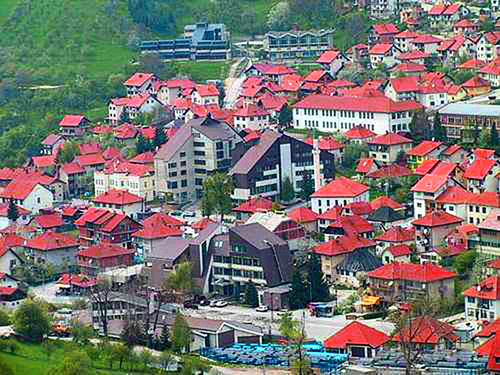
Nova Varoš.
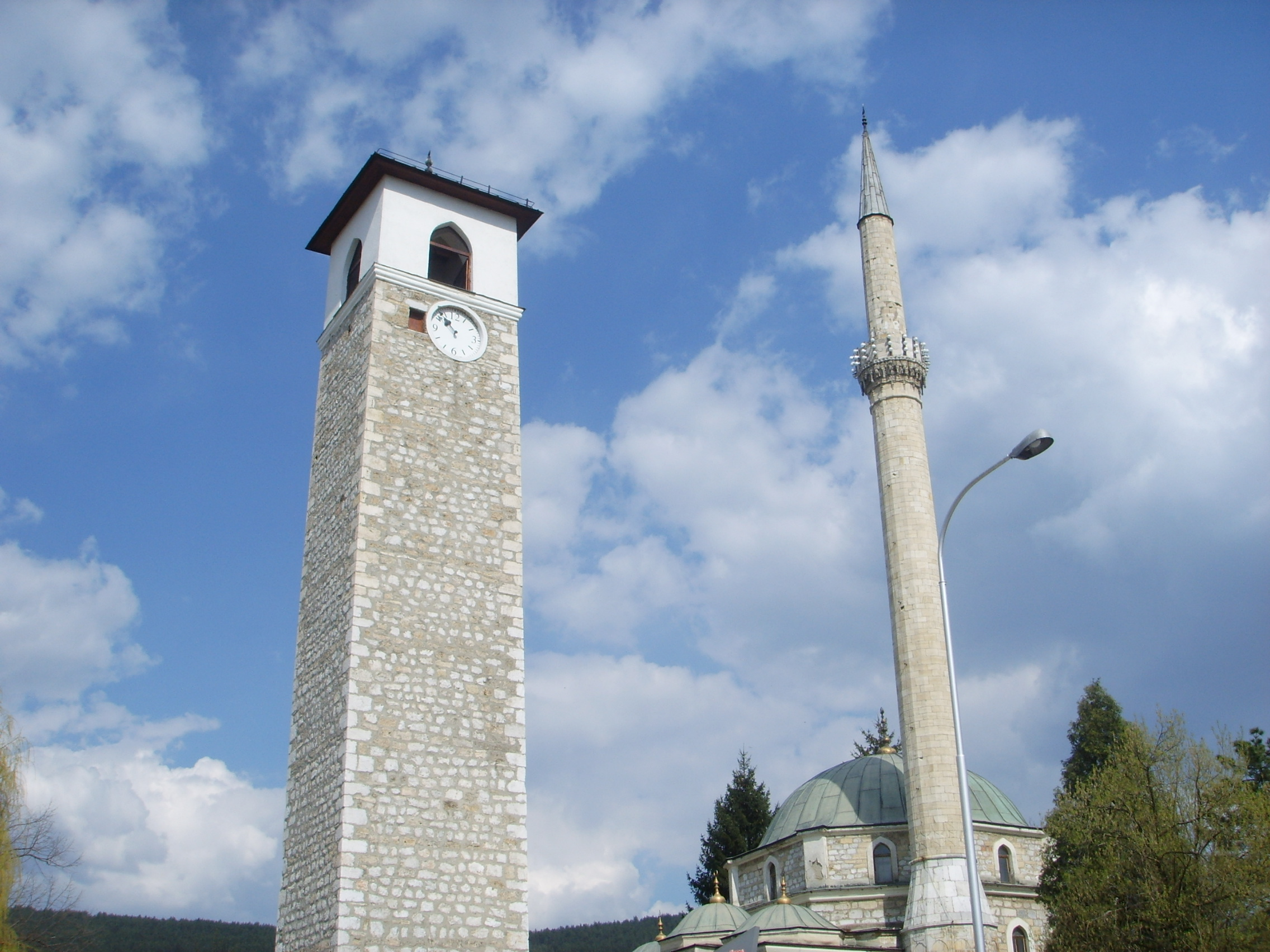
Husein-pašas moské i Pljevlja.
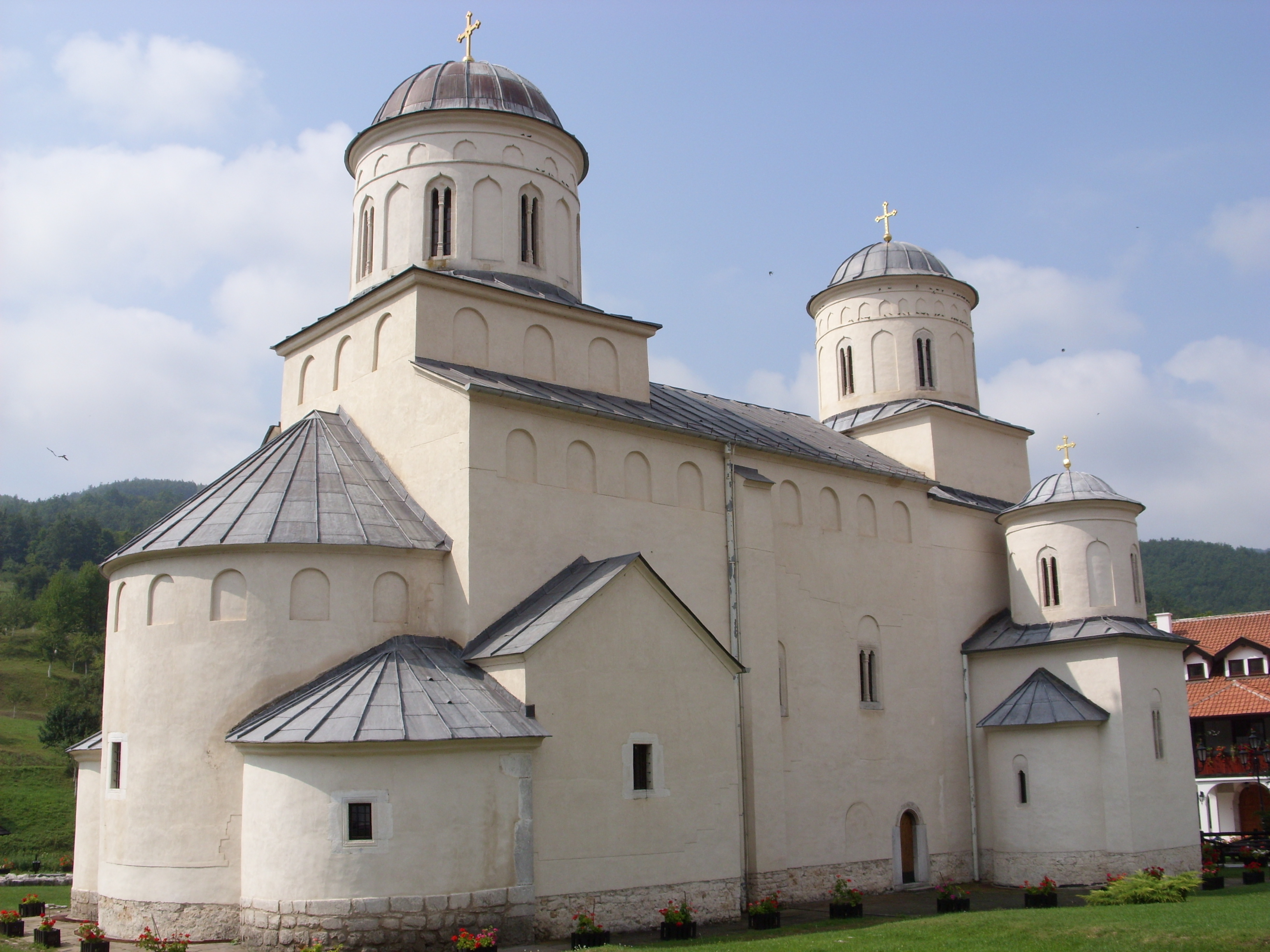
Mileševa-klostret i Prijepolje.